# Syrrhopodon stuhlmannii
Syrrhopodon stuhlmannii är en bladmossart som beskrevs av Brotherus 1897. Syrrhopodon stuhlmannii ingår i släktet Syrrhopodon och familjen Calymperaceae. Inga underarter finns listade i Catalogue of Life.